# Ricardo Elbio Pavoni Cúneo
Ricardo Elbio Pavoni Cúneo (Montevideo, 8 de juliol de 1943) és un exfutbolista uruguaià de les dècades de 1960 i 1970.

## Trajectòria esportiva
Comançà la seva trajectòria al Defensor de Montevideo. El 1965 fitxà per l'Independiente d'Avellaneda, club on transcorregué la resta de la seva vida com a futbolista i on assolí brillants èxits. Durant dotze temporades (1965-1976) guanyà 5 Copes Libertadores, 1 Intercontinental i 3 lligues nacionals com a títols més importants. Fou conegut amb el sobrenom del chivo.
Pavoni jugà 13 partits amb Uruguai entre 1962 i 1974, marcant dos gols goals. Participà en el Mundial de 1974.
Un cop es retirà continuà lligat a Independiente, essent entrenador del futbol base i del primer equip com a entrenador temporal en diverses ocasions.

## Palmarès
Independiente
- Campionat argentí de futbol: 3
  - Nacional 1967, Metropolitano 1970, Metropolitano 1971
- Copa Libertadores: 5 
  - 1965, 1972, 1973, 1974, 1975
- Copa Interamericana: 3
  - 1973, 1974, 1976
- Copa Intercontinental de futbol: 1
  - 1973